# Гирбеу
Гирбеу (рум. Gârbău) — село  в Румунії, у повіті Клуж. Входить до складу комуни Гирбеу.
Село розташоване на відстані 341 км на північний захід від Бухареста, 19 км на захід від Клуж-Напоки.

## Населення
За даними перепису населення 2002 року у селі проживали 736 осіб.
Національний склад населення села:
| Національність | Кількість осіб | Відсоток |
| -------------- | -------------- | -------- |
| румуни         | 725            | 98,5%    |
| угорці         | 11             | 1,5%     |

Рідною мовою назвали:
| Мова      | Кількість осіб | Відсоток |
| --------- | -------------- | -------- |
| румунська | 726            | 98,6%    |
| угорська  | 10             | 1,4%     |